# Malik Bahadur
Malik Bahadur (Melk Bahadur) fou un amir d'Amir Husayn (segle XIV) que va combatre contra Tamerlà.
En la darrera invasió dels jats el 1365, Amir Husayn immediatament va mobilitzar tropes dirigides per Zinde Hasham Apardi, Pulad Bugha i Malik Bahadur que foren enviades a Tamerlà. Va participar en la lluita contra els jats i va dirigir o codirgir l'avantguarda a la batalla dels Tolls o Laï (1365). Després va seguir servint a Amir Husayn. El 1366 Husayn va enviar el seu fill Abdallah ibn Husayn i a Malik Bahadur amb una carta per Tamerlà en que declarava la seva amistat amb Timur i li demanava confiar en ell. Timur, que estava acampat a Ifun, al sud de la Derbend Aheny (Porta de Ferro), es va negar a obrir la carta i va anunciar que entre els dos homes nomes hi havia l'espasa. El 1366 Amir Husayn va reunir un exèrcit de dotze mil homes que va enviar contra Karshi sota ordres de Musa Taychi'ut i Malik Bahadur. Karshi fou ocupada. Malik Bahadur hi va portar cinc mil homes de reforç. Però Tamerlà la va reconquerir per sorpresa al cap de poc. Quan es va saber que Timur havia pres Karshi per sorpresa, amir Musa Taychi’ut i Malik Bahadur van agafat els 12000 cavalls i es van dirigir a la fortalesa i la van rodejar i assetjar.
El 1367 Malik Bahadur manava l'avantguarda de Husayn, de tres mil homes, acampada a la plana de Surengeran. Després de dispersar a les forces de Jahan Xah i de fer molt de botí, Tamerlà es va aturar al poble d'Azuk, per refrescar la tropa i els animals i van passar la nit allí i al dia següent van marxar contra la divisió manada per Malik Bahadur, que estava a Surengeran; va formar l'exèrcit en tres divisions, agafant ell mateix el comandament de l'avantguarda i deixant a Ky Khuseru el de la rereguarda. Malik Bahadur, pensant que es tractava d'un exèrcit molt més fort del que eren, es va retirar, arribant a la nit al campament de Husayn. El 1368 hi va haver un acord entre Husayn i Tamerlà i el 1369 quan la lluita es va reprendre, els amirs de Husayn van començar a desertar. No s'esmenta mes a Malik Bahadur.